# Sphinx asellus
Sphinx asellus ist ein Schmetterling (Nachtfalter) aus der Familie der Schwärmer (Sphingidae). Die Art wurde ursprünglich durch Rothschild & Jordan 1903 lediglich als Form von Sphinx perelegans beschrieben. Hodges erhob sie 1971 in den Artrang, da er die Unterschiede in der Musterung der Vorderflügel sowie der Genitalmorphologie der Männchen als dafür ausreichend sah.

## Merkmale
Die Falter haben eine Flügelspannweite von 80 bis 99 Millimetern, bei einer Vorderflügellänge von 36 bis 43 Millimetern.
Die Oberseite der Vorderflügel ist blass silbergrau und trägt eine Reihe von schwarzen Strichen, einen undeutlichen weißen Fleck an der Spitze und ein ebensolches Band entlang des Außenrandes. Die Oberseite der Hinterflügel ist schwarz und trägt verwaschene weiße Binden. Die Art ist Sphinx chersis sehr ähnlich, ist jedoch etwas kleiner, blasser und hat mehr Weiß oberhalb der dunklen Striche auf der Spitze der Vorderflügel. Außerdem ist die Unterseite der Flügel bei Sphinx chersis deutlich gemustert, während die Musterung bei Sphinx asellus reduziert ist. Die beiden Arten können anhand der Oberseiten nicht eindeutig voneinander abgegrenzt werden, das blasse weiße Band auf den Vorderflügeln am äußeren Rand der schwarzen Striche ist bei Sphinx asellus tendenziell breiter als bei Sphinx chersis. Der Thorax von Sphinx chersis hat ein einzelnes Paar feiner schwarzer Linien, die längs entlang des Innenrandes verlaufen, während Sphinx asellus zwei Paare besitzt, wenn auch das zweite Paar sehr fein sein kann. Der Gnathos der männlichen Genitalien ist bei Sphinx chersis etwas eingekerbt, bei Sphinx asellus ist er breit abgerundet. Die Färbung der Falter ist nicht variabel. Weitere ähnliche Arten sind Sphinx perelegans und Sphinx vashti.
Ausgewachsene Raupen haben eine grüne Grundfarbe und tragen sieben Paar breite, schräge, weiße Streifen an den Seiten und haben ein violettes Analhorn. Die weißen Streifen sind beidseits durch ein breites violettes Band gerandet. Auf der dorsalen Seite verläuft das Violett entlang der gesamten Länge der weißen Streifen, ventral beginnt das Violett jeweils am Ende eines Segments und reicht hinauf bis zum Stigma. Die Stigmen und Bauchbeine sind ebenso violett gefärbt. Auf der Hinterseite des Kopfes tragen die Raupen zwei große, glänzende schwarze Punkte, die normalerweise sowohl in Ruhestellung, als auch während des Fressens durch den weißen Kragen des Thorax verdeckt sind. Bei Störung richten sich die Raupen schwärmertypisch auf und zeigen dann die schwarzen Punkte in die Richtung der Gefahr und winden sich heftig. Die schwarzen Punkte sind charakteristisch für die Art. Die ähnlichen Raupen von Sphinx perelegans und Sphinx libocedrus besitzen zwar ebenfalls teilweise eine violette Färbung und diese auch bei den Seitenstreifen, aber lediglich die Raupen von Sphinx asellus haben eine violette Farbe auch bei den Stigmen, den Bauchbeinen und dem Analhorn. Anders als bei den meisten anderen Schwärmerarten verfärben sich die Raupen von Sphinx asellus nicht kurz vor der Verpuppung.
Die Puppe ist kastanienbraun und hat eine glatte Körperoberfläche. Der Rand an jedem Hinterleibssegment ist schwarz gefärbt. Die Rüsselscheide liegt frei und formt trotz ihrer Kürze eine deutliche Kurve bis zurück an den Körper. Der kurze Kremaster ist basal breit und verjüngt sich zu einer Doppelspitze.

## Vorkommen
Die Art ist vorwiegend im südlichen Teil der Rocky Mountains verbreitet. Es gibt Nachweise aus Colorado, Utah, Nevada, dem Westen von Texas, New Mexico und Arizona. Aus Kalifornien gibt es nur wenige Nachweise entlang der Osthänge der Sierra Nevada aus den White Mountains (Mono County, Inyo County).
Man findet die Art auf steinigen Hängen in mittlerer Höhe zwischen etwa 1200 und 1700 Metern Seehöhe.

## Lebensweise
Die Falter fliegen nachts künstliche Lichtquellen an. Sie wurden beim Nektarsaugen an Oenothera hookeri und Agave parryi beobachtet.

### Flug- und Raupenzeiten
Die Tiere haben je nach Population unterschiedliche Flugzeiten. Im Norden fliegen sie in der Regel von Mitte Mai bis Ende Juli, im Süden (Arizona, New Mexico) fliegen sie offenbar angepasst an die Monsunregenfälle im Juli und August. Raupenfunde im äußersten Südosten Arizonas nahe Bisbee (Cochise County) Mitte Oktober lassen vermuten, dass die Falter dort auch später fliegen. Der einzige bisherige Nachweis der Falter aus Texas gelang Mitte Mai. Zwar ist die Flugzeit im Ganzen betrachtet verhältnismäßig lang, es scheint jedoch, dass lokal betrachtet die einzelnen Populationen ziemlich kurze Flugzeiten aufweisen und daher die Ausbildung von nur einer Generation pro Jahr nahe liegt.
In den Huachuca Mountains (Cochise County) findet man die Raupen von Mitte August bis Anfang September. Etwas höher in den Mule Mountains nahe Bisbee findet man überraschenderweise jedoch noch bis Mitte Oktober Raupen.

### Nahrung der Raupen
In den Atascosa- und Patagonia Mountains im Santa Cruz County in Arizona sind die Raupen an Arctostaphylos pungens (Familie der Heidekrautgewächse (Ericaceae)) nachgewiesen. In den Mule Mountains nahe Bisbee (Cochise County), findet man sie an Cercocarpus montanus (Familie: Rosengewächse (Rosaceae)).

## Entwicklung
Die Weibchen legen ihre Eier einzeln an den Blättern der Raupennahrungspflanzen ab. Die Raupen leben als Einzelgänger. Sie fressen tagsüber und sitzen auf der Mittelrippe auf der Blattunterseite. Ältere Raupen findet man auf Arctostaphylos pungens leicht, da sie an den Ästen sitzen. Auf Cercocarpus montanus tun sie dies nicht und sind entsprechend schwer zu finden. Die Verpuppung erfolgt in einer Kammer einige Zentimeter tief im Erdboden.

## Belege